# Eugenia callichroma
Eugenia callichroma är en myrtenväxtart som beskrevs av Mcvaugh. Eugenia callichroma ingår i släktet Eugenia och familjen myrtenväxter. Inga underarter finns listade i Catalogue of Life.